# Around the Sun
Around the Sun je album kapely R.E.M. vydané v roce 2004. Album se dočkalo vlažného přijetí a ačkoliv se na britském žebříčku umístilo na prvním místě, tak ve Spojených státech se, jako první album od Green z roku 1988, nedostalo do první desítky a skončilo třinácté. Jde také o první album R.E.M., které obsahuje titulní píseň, tj. píseň, která má stejné jméno jako album.
První singl, Leaving New York, se na britském žebříčku vyšplhal na páté místo, ale zbývající singly, Aftermath, Electron Blue a Wanderlust úspěchu nedosáhly. Ani jeden singl nezaznamenal úspěch ve Spojených státech, poprvé od alba Fables of the Reconstruction z roku 1985 se ani jeden singl neumístil na žebříčku Hot 100.
Jako host vystoupil v písni The Outsiders rapper Q-Tip, což připomíná vystoupení rappera KRS-One v písni Radio Song na albu Out of Time. Při živých vystoupeních rapuje sám Michael Stipe.
Final Straw, považována za jednu z nejlepších písní alba, je politicky zaměřená píseň v podobném tónu jako World Leader Pretend z alba Green. Píseň byla poprvé nahrána v roce 2003 a byla umístěna zdarma na internetu jako protest proti americké invazi do Iráku. Pro album byla píseň nahrána znovu.
V roce 2005 vydalo Warner Brothers Records rozšířenou dvoudiskovou edici alba, která obsahuje DVD-Audio se zvukem ve formátu 5.1, CD a původní, částečně rozšířený booklet.

## Seznam skladeb
Autory jsou Peter Buck, Mike Mills a Michael Stipe.
1. "Leaving New York" – 4:49
2. "Electron Blue" – 4:12
3. "The Outsiders" – 4:14
4. "Make It All Okay" – 3:43
5. "Final Straw" - 4:06
6. "I Wanted To Be Wrong" – 4:34
7. "Wanderlust" – 3:04
8. "Boy in the Well" – 5:22
9. "Aftermath" – 3:52
10. "High Speed Train" – 5:03
11. "Worst Joke Ever" – 3:37
12. "The Ascent of Man" – 4:07
13. "Around the Sun" – 4:29